# Maera grossimana
Maera grossimana är en kräftdjursart som först beskrevs av Montagu 1808.  Maera grossimana ingår i släktet Maera och familjen Melitidae. Inga underarter finns listade i Catalogue of Life.